# Ignazio Albertini
Pour les articles homonymes, voir Albertini.

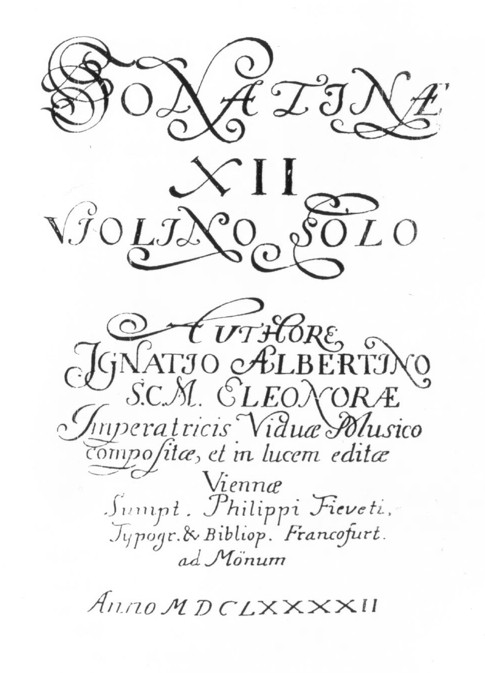
Sonates de 1692

Ignazio Albertini, connu sous le pseudonyme de Cuenator (né probablement en 1644 à Milan, mort le 22 septembre 1685 à Vienne) est un violoniste et un compositeur italien du XVIIe siècle.

## Biographie
Des premières années d'Ignazio Albertini en Italie on ne sait rien. La première mention qui le concerne figure dans une lettre de recommandation du violoniste Johann Heinrich Schmelzer de 1671 au prince-évêque Karl Liechtenstein-Kastelkron d'Olomouc.
Depuis cette année-là il travaille à Vienne dans un milieu où œuvrent des musiciens comme Nicolaus Adam Strungk, Heinrich Biber et Johann Theile. Peu avant son assassinat, Albertini est engagé comme musicien à la cour de la veuve de l'empereur Ferdinand III qui entretient un ensemble composé de vingt-quatre musiciens.
Il meurt poignardé à Vienne le 22 septembre 1685. On ne sait rien des causes de l'assassinat.

## Œuvres
On connaît de lui :
- douze sonates pour violon et basse continue ; leur style est proche de celui de Schmelzer et de Biber, imprimées en 1692 à Vienne et à Francfort ;
- Intrada, allemande, courante, gavotte, sarabande, gigue e finale, a 4, 1683 (perdu) ;
- Sonata hyllaris ex C, a 10, mentionné en 1699 dans l'inventaire du palais Tovačov.

## Discographie
- Hélène Schmitt, Sonates pour violon & basse continue (2002 Alpha, réf. 028)